# Epilichas otsukai
Epilichas otsukai is een keversoort uit de familie Ptilodactylidae. De wetenschappelijke naam van de soort is voor het eerst geldig gepubliceerd in 1985 door Nakane.